# Hallvard Bakke
Hallvard Bakke (* 4. Februar 1943 in Flesberg; † 30. Juni 2024) war ein norwegischer Journalist und Politiker der Arbeiderpartiet (Ap). Er fungierte von Januar 1976 bis Oktober 1979 als Handels- und Schifffahrtsminister und von Mai 1986 bis Oktober 1989 der Kultur- und Wissenschaftsminister seines Landes. Zwischen 1977 und 1997 war er Abgeordneter im Storting.

## Leben
Bakke stammte aus einer Arbeiterfamilie und wuchs in der Kommune Flesberg auf. Sein Vater war Waldarbeiter und später Schulhausmeister. Als Mitglied der Arbeiderpartiet fungierte er für einige Jahre als stellvertretender Bürgermeister der Kommune. Seine Mutter arbeitete als Reinigungskraft. Bakke wurde in seiner Jugend Mitglied der Arbeiderpartiet-Parteijugend, der Arbeidernes Ungdomsfylking (AUF). Im Jahr 1961 stand er der AUF im damaligen Fylke Buskerud vor. Seine Schulzeit schloss er im Jahr 1962 in Kongsberg mit der Hochschulreife ab. Im Jahr 1968 schloss sein Wirtschaftsstudium an der Norwegischen Handelshochschule (NHH) in Bergen ab. Im selben Jahr arbeitete er als Journalist beim Bergens Arbeiderblad. Anschließend begann er für das Bergener Theater Den Nationale Scene zu arbeiten. Dort war er zunächst als Informationssekretär und ab 1969 als Finanzleiter tätig.

### Lokalpolitiker in Bergen
Neben seiner Tätigkeit am Theater engagierte Bakke sich auch lokalpolitisch und gehörte in der Zeit von 1967 bis 1976 dem Stadtrat von Bergen an. Bei den Parlamentswahlen 1969 und 1973 verpasste er jeweils den Einzug ins norwegische Nationalparlament, das Storting. Von 1974 bis 1976 fungierte Bakke als Vorsitzender der Arbeiderpartiet im damaligen Fylke Hordaland.

### Handels- und Schifffahrtsminister
Am 15. Januar 1976 wurde Bakke zum Handels- und Schifffahrtsminister in der neu gebildeten Regierung Nordli ernannt. Bei der Stortingswahl 1977 zog Bakke schließlich für den Wahlkreis Hordaland erstmals ins Storting ein. Aufgrund seiner Regierungsmitgliedschaft musste er jedoch sein Mandat ruhen lassen und wurde zunächst von Parteikollegen vertreten. Seine Amtszeit als Handels- und Schifffahrtsminister endete am 8. Oktober 1979, als es zu einer größeren Regierungsumbildung kam. Bakkes Nachfolger wurde der Parteivorsitzende Reiulf Steen.

### Stortingsabgeordneter (1979–1986)
Bakke nahm daraufhin im Oktober 1979 die Arbeit im Storting auf. Dort war er für die verbleibende Legislaturperiode Mitglied im Kirchen- und Unterrichtsausschuss. Im Anschluss an die Wahl 1981 wechselte er in den Finanzausschuss und wurde zweiter stellvertretender Präsident des Odelstings, einer damals bestehenden Kammer des Stortings. In den Jahren von 1981 bis 1984 fungierte er zudem erneut als Arbeiderpartiet-Vorsitzender in Hordaland. Nach der Parlamentswahl 1985 verblieb er im Finanzausschuss und zweiter stellvertretender Präsident des Odelstings.

### Kultur- und Wissenschaftsminister
Am 9. Mai 1986 wurde er in der neu gebildeten Regierung Brundtland II zum Kultur- und Wissenschaftsminister ernannt. Bakke blieb bis zum Abtritt der Regierung am 16. Oktober 1989 im Amt. Während seiner Amtszeit musste er erneut sein Mandat im Storting ruhen lassen.

### Stortingsabgeordneter (1989–1997)
Nachdem er bei der Wahl 1989 erneut ins Parlament eingezogen war, wurde er im Anschluss an seine Zeit als Kultur- und Wissenschaftsminister Mitglied im Kommunal- und Umweltschutzausschuss. Im Oktober 1992 wechselte er während der laufenden Legislaturperiode in den Kirchen- und Unterrichtsausschuss. Nach der Stortingswahl 1993 ging er in den Außenausschuss über und wurde Mitglied im Fraktionsvorstand der Arbeiderpartiet. Im Herbst 1997 schied er schließlich aus dem Storting aus, nachdem er nicht mehr zur Wiederwahl angetreten war.

### Nach der politischen Karriere
Bakke war von 1998 bis 2005 als Freelance-Kommentator bei der Zeitung Dagsavisen tätig. Anschließend arbeitete er in dieser Position bei Klassekampen und der Bergensavisen weiter. Von 2006 bis 2010 fungierte er als Vorstandsvorsitzender beim norwegischen Rundfunk, dem Norsk rikskringkasting (NRK).
Bakke starb am 30. Juni 2024 im Alter von 81 Jahren.

## Politische Position
Bakke gehörte dem linken Flügel der Arbeiderpartiet an. Er lehnte die norwegische Mitgliedschaft in der Europäischen Gemeinschaft (EG) und der Europäischen Union (EU) ab und nahm vor den Volksabstimmungen 1972 und 1994 jeweils eine zentrale Rolle ein. Im Vorfeld der Abstimmung im Jahr 1994 führe er die sozialdemokratische Bewegung gegen die norwegische EU-Mitgliedschaft (Sosialdemokrater mot EU) an.